# مينا غيل
مينا غيل (بالإنجليزية: Minna Gale)‏ هي ممثلة أمريكية، ولدت في 26 سبتمبر 1869 في إليزابيث في الولايات المتحدة، وتوفيت في 4 مارس 1944 في Riverside, Connecticut ‏ في الولايات المتحدة.

## وصلات خارجية
- مينا غيل على موقع IMDb (الإنجليزية)
- مينا غيل على موقع قاعدة بيانات برودواي على الإنترنت (الإنجليزية)
- مينا غيل على موقع قاعدة بيانات الفيلم (الإنجليزية)